# Sweet Victory
«Sweet Victory» es una canción interpretada, producida y compuesta por David Eisley y Bob Kulick. La compañía discográfica APM Music la publicó en 1997 en el álbum Bruton Music Library American Games. La canción se usó en el episodio de la serie animada Bob Esponja «Band Geeks», la cual aumentó su popularidad enormemente. Fue lanzada más tarde en el álbum de la banda sonora de la serie SpongeBob SquarePants: The Yellow Album el 15 de noviembre de 2005. «Sweet Victory» pasó de ser una pista musical de producción, en gran parte desconocida, a vender trescientas mil descargas de iTunes en un año después de su exposición en el programa.
Después de la muerte del creador de la serie de Bob Esponja, Stephen Hillenburg el 26 de noviembre de 2018, se creó una petición de Change.org que solicitaba que la NFL le rindiera homenaje poniendo «Sweet Victory» durante el espectáculo de medio tiempo para el Super Bowl LIII. Este disparo nuevamente su popularidad brevemente durante el 2019 e hizo que apareciera en las listas Hot Rock Songs de Billboard en los Estados Unidos.

## Lanzamiento en Bob Esponja
Cuando el artista de storyboard Greenblatt, con los escritores, estaba haciendo storyboard «Band Geeks», pensaron en «un gran número» al final, donde todos se reunirían para Calamardo. Greenblatt dijo: «El esquema de la historia requería convertirlo en una secuencia de banda de marcha realmente genial, y generalmente ayuda tener la música antes de tiempo para abordar, así que comenzamos a buscar». Los escritores pudieron encontrar música, ya que Nickelodeon tiene una biblioteca de música libre de regalías. Los escritores escucharon varias melodías de la banda de música. Sin embargo, Greenblatt dijo: «Cuanto más escuchábamos, no parecía terriblemente gracioso que el final fuera solo ellos tocando bien la música de la banda de marcha».
Sin embargo, la canción de David Glen Eisley «Sweet Victory» se destacó de las otras pistas de la biblioteca. Greenblatt dijo: «Era diferente de lo que estábamos buscando, pero fue tan increíble que sabíamos que teníamos que usarlo. Así que abordamos la secuencia con la música, y se sintió como un final mejor que cualquier canción que pudiéramos haber escrito por nuestra cuenta». Los escritores le dieron una toma de fotograma congelado para el final. La parte favorita de Greenblatt fueron los dibujos del director Springer de Patricio en la batería eléctrica y Bob Esponja diciendo: «Es la emoción de una muerte más» (un extracto de «Sweet Victory»).

## Legado
Después de la muerte del creador de la serie Stephen Hillenburg el 26 de noviembre de 2018, se creó una petición de Change.org que solicitaba que la NFL le rindiera homenaje jugando «Sweet Victory» durante el espectáculo de medio tiempo para el Super Bowl LIII. Para el 11 de enero de 2019, la petición recibió más de 1.1 millones de firmas. El 12 de diciembre de 2018, el Mercedes-Benz Stadium, el estadio anfitrión del Super Bowl LIII, publicó una escena del episodio en su cuenta oficial de Twitter, insinuando un posible éxito de los esfuerzos de la petición. El 13 de enero, el acto principal, Maroon 5 también lanzó un video con un segundo de Bob Esponja, lo que fomentó la especulación.
Durante el espectáculo de medio tiempo el 3 de febrero, un breve clip de Calamardo y un fragmento de la escena de actuación del estadio de burbujas del episodio de «Band Geeks» se utilizaron para anunciar al cantante invitado Travis Scott, a quien Calamardo describió como «un verdadero genio musical que no necesita presentación». Muchos usuarios de las redes sociales criticaron el hecho de no incluir la canción «Sweet Victory» y encontraron que el breve segmento animado era un tributo inadecuado a Hillenburg. CBS News informó que la respuesta de los fanáticos de Bob Esponja fue mixta y señaló la respuesta positiva de la cuenta oficial de Twitter del programa animado. A pesar de la recepción mixta del programa, las transmisiones bajo demanda de «Sweet Victory»  aumentaron un 566% después del Super Bowl, pasando de 46,000 transmisiones el 1 y 2 de febrero a 310,000 el 3 y 4 de febrero. Esto llevó a la canción a entrar en la lista Hot Rock Songs de los Estados Unidos de Billboard en el número veintitrés. 
El día después del partido, la página de Twitter de los Dallas Stars subió una versión modificada de la secuencia completa de «Sweet Victory», en la que los uniformes de la banda fueron alterados de rojo a verde para que coincidieran con los colores de las Estrellas, con el título «El show de medio tiempo del #SuperBowl que los fans esperaban». El video de Dallas Stars había sido mostrado previamente durante su juego del 1 de febrero contra los Minnesota Wild.
En febrero de 2021, el clip de Bob Esponja interpretando la canción del episodio apareció en el comercial del Super Bowl LV para promover el lanzamiento de ViacomCBS del servicio de transmisión Paramount+. El comercial y su uso de la canción recibieron una recepción positiva, y muchos creyeron que la inclusión de la canción se hizo para compensar el hecho de no incluirla en el espectáculo de medio tiempo dos años antes.

## Posicionamiento en listas

### Semanales
| País (Lista 2019)                                       | Posición más baja |
| ------------------------------------------------------- | ----------------- |
| Estados Unidos (Billboard Hot Rock & Alternative Songs) | 23                |
| Estados Unidos (Billboard Rock Digital Song Sales)      | 17                |